# Memtest86
Memtest86 – program do testowania pamięci RAM poprzez jej intensywne obciążanie różnego typu operacjami, takimi jak kopiowanie czy wypełnianie.

## Memtest 86+
Memtest86+ – program zaprojektowany do tzw. „stres-testu” (sprawdzenia stabilności podczas maksymalnego obciążenia) pamięci RAM. Nieaktywny od 2013 roku fork programu Memtest86 – jest to otwarta wersja na licencji GPL rozwijana przez Samuela Demeulemeestera, napisana w języku C oraz asemblerze x86. Na wielu chipsetach Memtest86+ pozwala zliczać błędy, nawet na pamięciach DRAM ECC. Program jest niezależny od systemu operacyjnego i uruchamiany z dedykowanego programu rozruchowego, z dowolnego nośnika danych (zobacz Live CD). Kod uruchamiający program bezpośrednio poprzez bootowanie pochodzi od Linuksa 1.2.1.
Ostatnią wersją z gałęzi 2.0 był Memtest86+ 2.11, wydany 22 grudnia 2008 r. Jego bezpośrednim następcą jest Memtest86+ z gałęzi 4.0. Wydanie 3.0 pominięto, zmieniając jego nazwę, aby uniknąć skojarzenia z oryginalnym Memtest86.
Wersja 6.0 Memtest86+ jest oparta na programie Memtest86+ 5.01, opracowanym przez Samuela Demeulemeestera.